# Kojatice (okres Prešov)
Kojatice, do roku 1948 Kojetice, jsou obec na Slovensku v okrese Prešov. Žije zde přibližně 1 200 obyvatel.
Části obce:  Šarišské Lužianky, Kojatická Dolina

## Historie
První písemná zmínka o obci pochází z roku 1248. V roce 1921 zde stálo 108 domů a žilo zde 485 obyvatel.